# Związki nienasycone
Związki nienasycone – związki chemiczne, których cząsteczki zawierają jedno lub więcej wiązań wielokrotnych, podwójnych (np. >C=C<, >C=C=C<, −N=N−, >Si=C<, >Si=Si<) lub potrójnych (−C≡C−, −Si≡Si−).
Przykładem związków nienasyconych są np. alkeny, alkiny, aldehydy, kwasy tłuszczowe i ich pochodne, np. estry lub nitryle, ketony, związki diazowe, dieny. Charakterystyczną cechą związków nienasyconych jest zdolność do reakcji przyłączania wodoru lub fluorowców i przechodzenia w związki nasycone.
Związki nienasycone łatwo polimeryzują, przez co są stosowane w przemyśle chemicznym do otrzymywania tworzyw sztucznych.

## Przykłady związków nienasyconych
| Wzór sumaryczny | Wzór półstrukturalny        | SMILES                  | Nazwa związku        |
| --------------- | --------------------------- | ----------------------- | -------------------- |
| C2H4            | CH2=CH2                     | C=C                     | eten                 |
| C2H2            | CH≡CH                       | C#C                     | etyn (acetylen)      |
| C3H4O           | CH2=CH–CHO                  | C=CC=O                  | akroleina            |
| C3H5NO          | CH2=CH–CO(NH2)              | NC(=O)C=C               | akrylamid            |
| C3H3N           | CH2=CH−C≡N                  | C=CC#N                  | akrylonitryl         |
| C3H4O           | HC≡C−CH2−OH lub HO−CH2−C≡CH | C#CCO lub OCC#C         | alkohol propargilowy |
| C4H3N           | CH3−C≡N                     | CC#N                    | acetonitryl          |
| C3H4O2          | CH2=CH–COOH                 | OC(=O)C=C               | kwas akrylowy        |
| C4H6O2          | CH3−COO−CH=CH2              | C=COC(C)=O              | octan winylu         |
| C8H8            | C6H5–CH=CH2                 | C=CC1=CC=CC=C1          | styren               |
| C4H6            | CH2=CH−CH=CH2               | C=CC=C                  | 1,3-butadien         |
| C4H6            | CH2=C=CH2−CH3               | C=C=CC                  | 1,2-butadien         |
| C5H8            | CH2=CH−C(CH3)=CH2           | C=C(C)C=C lub CC(=C)C=C | izopren              |
| C10H12O         | CH3−O−C6H4−CH=CH−CH3        | CC=CC1=CC=C(OC)C=C1     | anetol               |
| C9H8O           | C6H5−CH=CHCHO               |                         | cynamal              |
| C9H8O2          | C6H5−CH=CH−COOH             |                         | kwas cynamonowy      |
| C4H4O4          | HOOC−CH=CH−COOH             | OC(=O)/C=C\C(O)(=O)     | kwas maleinowy       |
| C14H12          | C6H5CH=CHC6H5               | c1(/C=C/c2ccccc2)ccccc1 | stylben              |
| C4H8N2O         |                             | CC=NN(C)C=O             | gyromitryna          |